# Nuuk
Nuuk (/nuk/  ; prononcé en groenlandais : /nuːk/) est la capitale et la plus grande ville du Groenland. Elle se situe sur la côte ouest, à l'embouchure du fjord de Nuuk, à environ 240 km au sud du cercle polaire arctique, ce qui en fait la capitale la plus septentrionale du monde. Nuuk est également le chef-lieu de la commune de Sermersooq.
Ville la plus peuplée du Groenland, elle compte, au 1er janvier 2024, d'après le recensement de l'office des statistiques groenlandais Naatsorsueqqissaartarfik, 19 872 habitants, soit plus du tiers de la population totale du pays. Ses habitants sont appelés les Nuukois (Nuummiut en groenlandais).
Habitée par les Vikings dès le Xe siècle et par les populations inuites depuis le XIIIe siècle, la ville est fondée en 1729 par le missionnaire norvégien Hans Egede, sous le nom de Godthåb (« bonne espérance »), la Norvège étant, à l'époque, tout comme le Groenland, sous la souveraineté danoise. Elle fut la première ville de l’île, au sens européen du terme.
En tant que capitale, la ville est le siège du Gouvernement et des institutions, ainsi que le principal centre culturel, économique et commercial du pays.

## Géographie

### Localisation
Nuuk est située à environ 10 km du détroit de Davis sur la côte sud-ouest du Groenland, et à environ 240 km au sud du cercle polaire arctique. La ville est implantée à l'extrémité d'une péninsule montagneuse située elle-même entre l'embouchure du fjord de Nuuk et la baie de Nuuk.

### Hydrographie
La ville de Nuuk est située sur le fjord de Nuuk (Nuup Kangerlua), le plus long fjord du détroit de Davis.

Nuuk englobe plusieurs lacs dont le Vandsoen.

### Géologie et relief
La nature des paysages y est de type montagnard. La montagne Sermitsiaq, qui s'élève sur l'île Sermitsiaq (en) à environ 15 km au nord-est de la ville, peut être vue depuis de nombreux endroits de la capitale (elle a d'ailleurs donné son nom au journal national groenlandais Sermitsiaq).

### Climat
En décembre, le soleil se lève vers 10 h et se couche vers 14 h 30. En revanche, à partir de fin mai jusqu'à début août, il fait pratiquement jour en continu (la ville étant située sous le cercle polaire arctique, elle connaît quand même une très courte nuit). Nuuk bénéficie d'un climat subpolaire océanique caractérisé par des températures proches de 0 °C toute l'année. En mars, le mois le plus froid, la température moyenne est de −8,0 °C, et en juillet, le mois le plus chaud, de +6,5 °C. Nuuk bénéficie en hiver de températures bien plus douces (de l'ordre de vingt degrés Celcius de plus) que la ville d'Iqaluit, située de l'autre côté du détroit de Davis, car un bras du Gulf Stream longe la côte occidentale du Groenland.
| Mois                              | jan.  | fév.  | mars  | avril | mai  | juin | jui. | août | sep. | oct. | nov. | déc. | année |
| --------------------------------- | ----- | ----- | ----- | ----- | ---- | ---- | ---- | ---- | ---- | ---- | ---- | ---- | ----- |
| Température minimale moyenne (°C) | −10,1 | −10,6 | −10,6 | −6,1  | −1,5 | 1,3  | 3,8  | 3,8  | 1,6  | −2,5 | −5,8 | −8,7 | −3,8  |
| Température moyenne (°C)          | −7,4  | −7,8  | −8    | −3,9  | 0,6  | 3,9  | 6,5  | 6,1  | 3,5  | −0,6 | −3,6 | −6,2 | −1,4  |
| Température maximale moyenne (°C) | −4,4  | −4,5  | −4,8  | −0,8  | 3,5  | 7,7  | 10,6 | 9,9  | 6,3  | 1,7  | −1   | −3,3 | 1,7   |
| Précipitations (mm)               | 39    | 47    | 50    | 46    | 55   | 62   | 82   | 89   | 88   | 70   | 74   | 54   | 756   |

### Voies de communication et transports

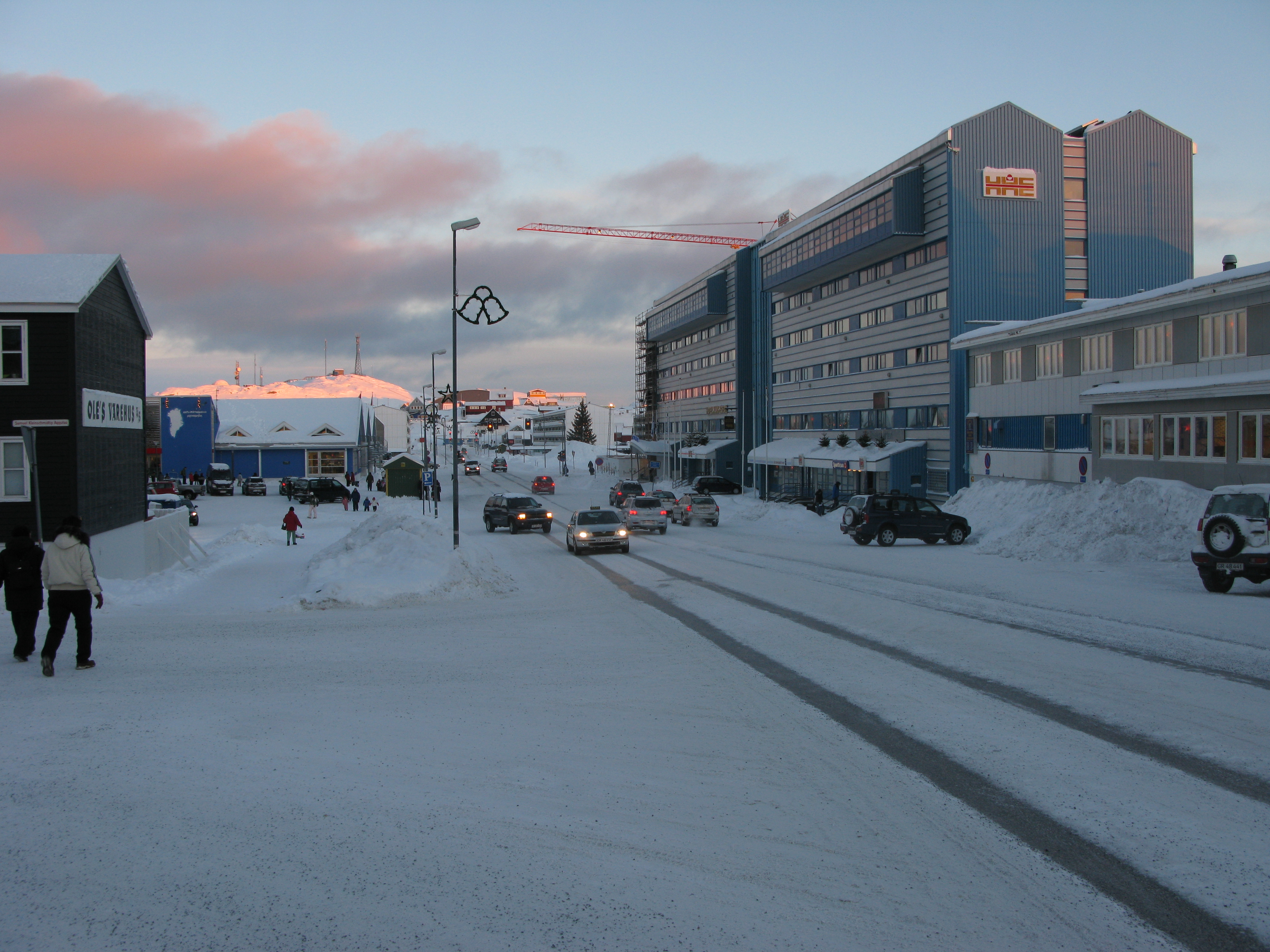
Aqqusinersuaq, la rue principale de la ville, avec l'hôtel Hans Egede sur la droite.

Le port de Nuuk est le plus grand du territoire. Il est ouvert sur le détroit de Davis. L'entrée du port est limitée en raison de la marée, et de la banquise qui se forme au cours d'une partie de l'année. Les navires de l'Arctic Umiaq Line (filiale de Air Greenland et de la Royal Arctic Line) desservent le port de Nuuk à destination d'Ilulissat, Aasiaat, Sisimiut, Kangaamiut, Maniitsoq, Qeqertarsuatsiaat, Paamiut, Arsuk, Qaqortoq, Narsaq et Narsarsuaq.
Les transports en commun sont assurés par le réseau de bus Nuup Bussii, qui dessert 5 lignes reliant le centre-ville aux quartiers périphériques de Nuussuaq et Qinngorput.
Le 28 novembre 2024, la ville a inauguré un nouvel aéroport de Nuuk, situé à 4 km au nord-est du centre-ville. Doté d'une piste de 2 200 mètres, il permet désormais l'accueil de vols directs depuis des destinations majeures, remplaçant ainsi l'aéroport de Kangerlussuaq en tant que principal point d'entrée pour les vols internationaux au Groenland. Le terminal moderne peut accueillir jusqu'à 800 passagers par heure.L'ouverture de cet aéroport s'inscrit dans une stratégie plus large visant à dynamiser le tourisme et l'économie locale. En facilitant l'accès au Groenland, les autorités espèrent attirer davantage de visiteurs, stimulant ainsi la création d'emplois dans le secteur touristique et favorisant les échanges culturels. De plus, cette infrastructure améliorée devrait bénéficier aux industries clés du pays, telles que la pêche et l'exploitation minière, en facilitant l'exportation de produits et en améliorant les liaisons commerciales.
Parallèlement, le Groenland prévoit l'ouverture de deux autres aéroports internationaux à Ilulissat et Qaqortoq d'ici 2026, renforçant ainsi son réseau de transport et soutenant le développement économique et touristique du pays.
Air Greenland, la compagnie nationale, a transféré son hub à Nuuk, proposant des vols directs vers Copenhague avec son Airbus A330-800. D'autres compagnies, telles qu'Icelandair, SAS et United Airlines, ont également annoncé des liaisons vers Nuuk, notamment depuis Reykjavik et New York.
Air Greenland propose des vols vers Aasiaat, Ilulissat, Kangerlussuaq, Keflavík (saisonnier), Kulusuk, Maniitsoq, Narsarsuaq, Paamiut et Sisimiut.
Flugfélag Íslands (Icelandair) propose des vols saisonniers vers Reykjavik.
Air Nunavut propose des vols charter vers Iqaluit.

## Urbanisme

### Morphologie urbaine

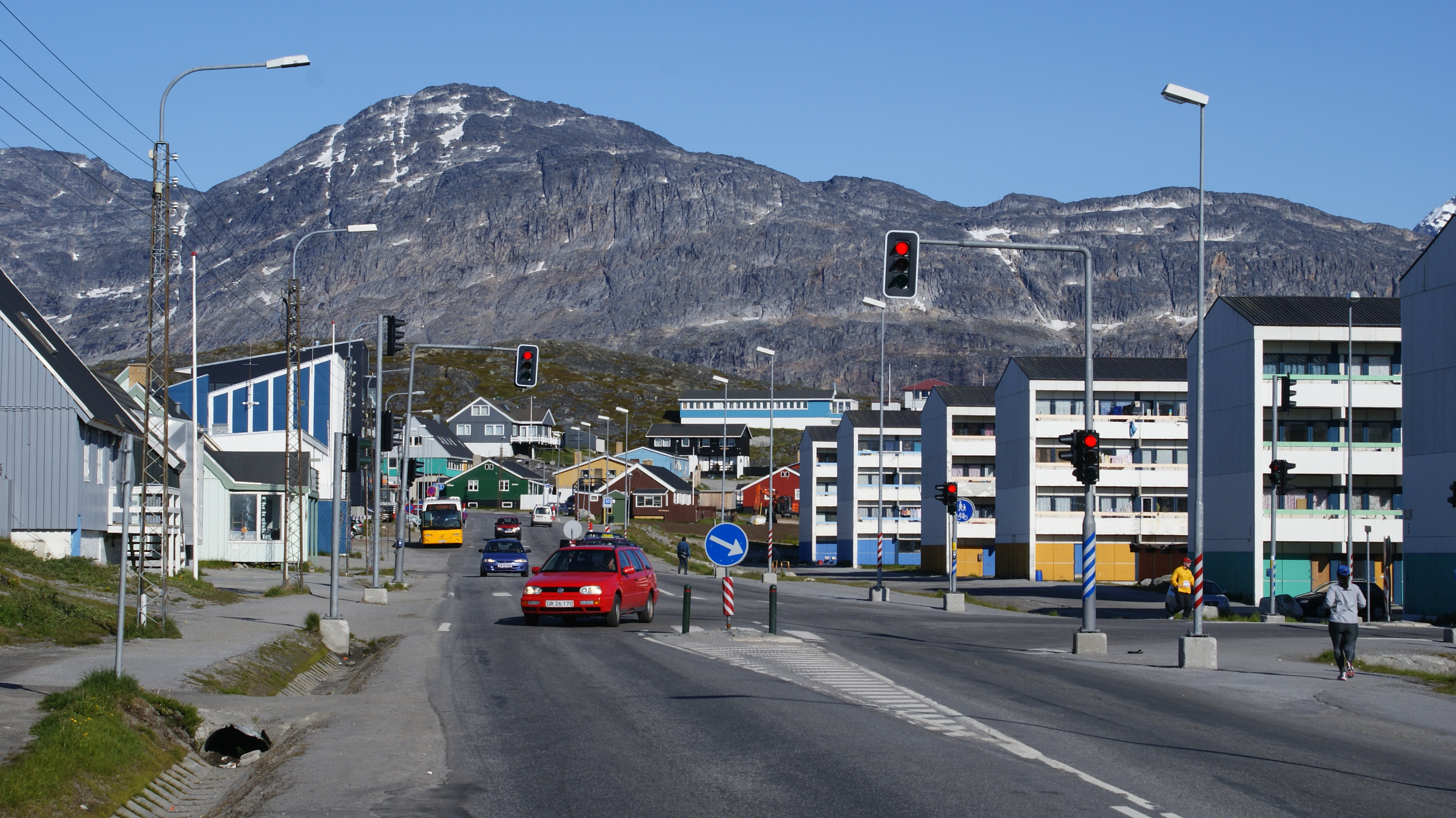
Une rue dans le centre-ville.

Nuuk est une mini-métropole. Outre des immeubles d'habitation, on y trouve des édifices publics comme les sièges du Parlement et du Gouvernement, un centre culturel, un stade, un stade nautique public, de nombreux restaurants et magasins, un hôpital et un aéroport.
Nuuk est divisée en trois principaux quartiers : le centre-ville (constitué notamment du Vieux-Nuuk), Nuussuaq et Qinngorput, eux-mêmes divisés en plusieurs sous-quartiers.

### Équipements
Dans le quartier de Qinngorput, une école, ouverte en septembre 2011, peut accueillir jusqu'à 452 élèves de la première à la septième classe. Elle sert également de centre culturel.

## Toponymie
Anciennement appelée Godthåb, qui signifie en danois « bonne espérance » (de godt, « bonne », et håb, « espérance »), la ville a été rebaptisée Nuuk par le Gouvernement du Groenland en 1979, nom signifiant en groenlandais « pointe », « cap » ou « presqu'île ». Le nom de la ville était écrit Nûk avant 1973.

## Histoire

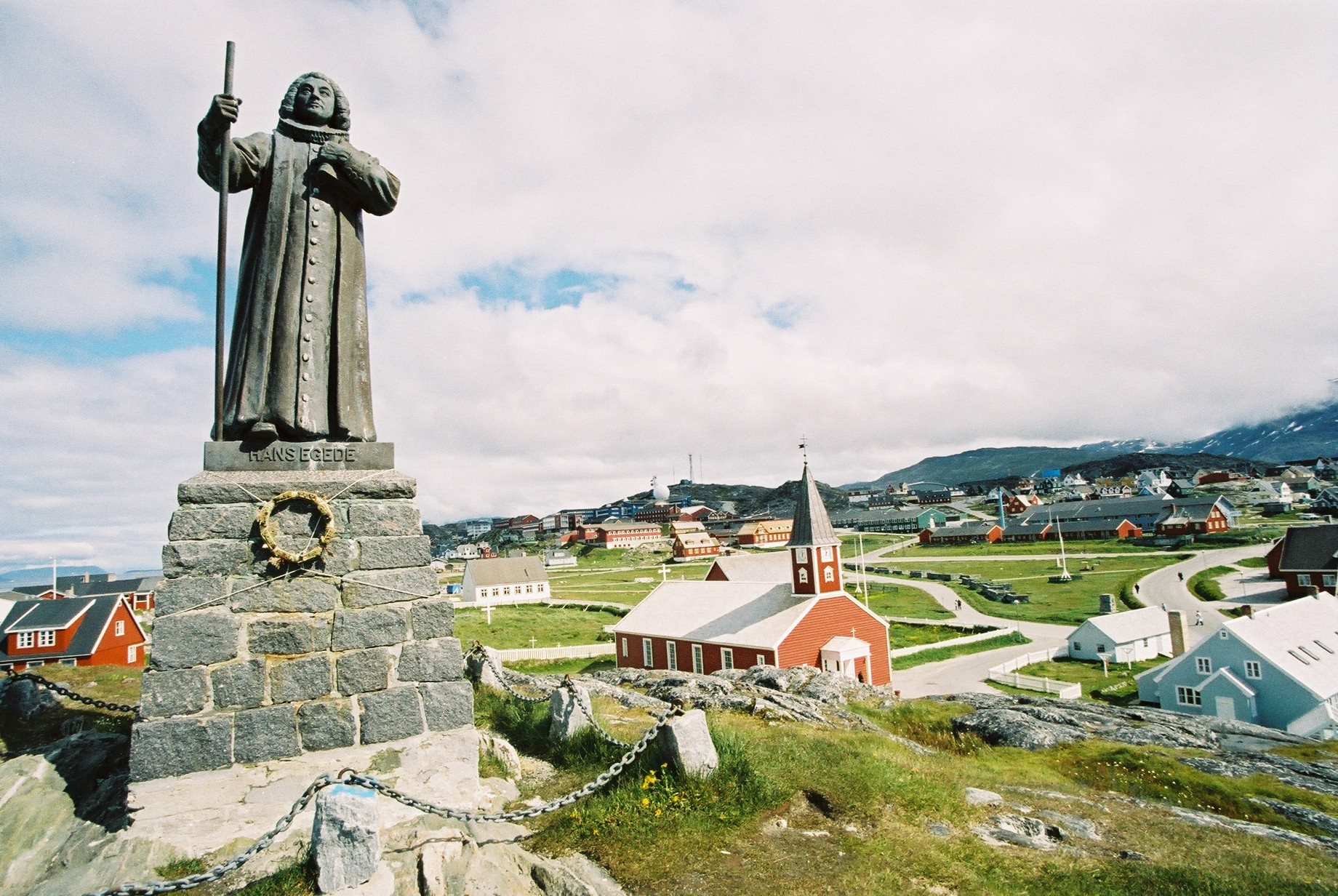
Statue de Hans Egede située à proximité de la cathédrale de Nuuk.

Le site de Nuuk est habité par les Vikings dès le Xe siècle et par les populations inuit depuis le XIIIe siècle.
La ville est fondée en 1729 par le missionnaire norvégien Hans Egede sous le nom de Godthåb (« bonne espérance ») en pensant au futur succès de sa mission évangélique auprès des Inuits. La Norvège est à l'époque, tout comme le Groenland, sous la souveraineté danoise. Elle est la première ville de l'île, au sens européen du terme.
Comme le reste du Groenland, Nuuk est peuplée aujourd'hui par des Inuits danois mais également (et de plus en plus) par des Danois venant d'Europe.
En novembre 2008, les citoyens de Nuuk votent à une écrasante majorité en faveur d'une autonomie accrue vis-à-vis du Danemark, qui gouverne l'île sous une forme ou une autre depuis 1721.

## Politique et administration
En tant que capitale du Groenland, Nuuk est le centre administratif du territoire, regroupant l'ensemble des bâtiments du Gouvernement et des institutions importantes, comme le Parlement du Groenland ou la prison de Nuuk, seule prison fermée du pays.
Nuuk est également le chef-lieu de la commune de Sermersooq. 

### Tendances politiques et résultats

#### Élections législatives de 2013
Aux élections législatives de 2013, le taux de participation est 72,1 % ; le parti Inuit Ataqatigiit (IA) obtient 47,1 % des voix, Siumut (S) 29,6 % et le Parti démocrate (D) 12,2 %.

#### Élections municipales de 2013
Aux élections municipales de 2013, le taux de participation est de f51,2 % ; le parti Inuit Ataqatigiit (IA) obtient 47,5 % des voix, Siumut (S) 32,6 % et le Parti démocrate (D) 13 %.

### Jumelages
La ville de Nuuk est jumelée avec onze villes d'Europe, d'Amérique et d'Asie :
- Cuxhaven (Allemagne)
- Ushuaïa (Argentine)
- Changchun (Chine)
- Lyngby-Taarbæk (Danemark)
- Aalborg (Danemark) depuis 2002
- Vantaa (Finlande) depuis 1965
- Tiverton (États-Unis)
- Sorong (Indonésie)
- Reykjavik (Islande)
- Bocas del Toro (Panama)
- Huddinge (Suède)

## Population et société

### Démographie
| 1977  | 1978  | 1979  | 1980  | 1981  | 1982  | 1983  | 1984  | 1985   |
| ----- | ----- | ----- | ----- | ----- | ----- | ----- | ----- | ------ |
| 8 545 | 8 527 | 8 827 | 9 077 | 9 423 | 9 717 | 9 848 | 9 997 | 10 559 |

| 1986   | 1987   | 1988   | 1989   | 1990   | 1991   | 1992   | 1993   | 1994   |
| ------ | ------ | ------ | ------ | ------ | ------ | ------ | ------ | ------ |
| 10 972 | 11 209 | 11 615 | 11 957 | 12 217 | 12 252 | 12 233 | 12 181 | 12 483 |

| 1995   | 1996   | 1997   | 1998   | 1999   | 2000   | 2001   | 2002   | 2003   |
| ------ | ------ | ------ | ------ | ------ | ------ | ------ | ------ | ------ |
| 12 723 | 12 882 | 12 909 | 13 024 | 13 154 | 13 441 | 13 649 | 13 889 | 13 884 |

| 2004   | 2005   | 2006   | 2007   | 2008   | 2009   | 2010   | 2011   | 2012   |
| ------ | ------ | ------ | ------ | ------ | ------ | ------ | ------ | ------ |
| 14 350 | 14 501 | 14 583 | 14 719 | 15 084 | 15 105 | 15 469 | 15 862 | 16 181 |

| 2013   | 2014   | 2015   | 2016   | 2017   | 2018   | 2019   | 2020   | 2021   |
| ------ | ------ | ------ | ------ | ------ | ------ | ------ | ------ | ------ |
| 16 454 | 16 818 | 16 992 | 17 316 | 17 600 | 17 796 | 17 984 | 18 326 | 18 800 |

| 2022   | 2023   | 2024   | - | - | - | - | - | - |
| ------ | ------ | ------ | - | - | - | - | - | - |
| 19 261 | 19 604 | 19 872 | - | - | - | - | - | - |

Avec 19 872 habitants au 1er janvier 2024, Nuuk est la ville qui connaît la plus rapide croissance du territoire, les migrants des petites villes venant renforcer la tendance. Avec Tasiilaq, elle est la seule ville de la commune de Sermersooq présentant des modèles de croissance stable au cours des deux dernières décennies. La population a augmenté de près d'un tiers par rapport aux chiffres de 2000, et de 15 % par rapport à ceux de 2010. Nuuk regroupe ainsi plus du tiers de la population totale du Groenland.

### Enseignement

#### Vie universitaire

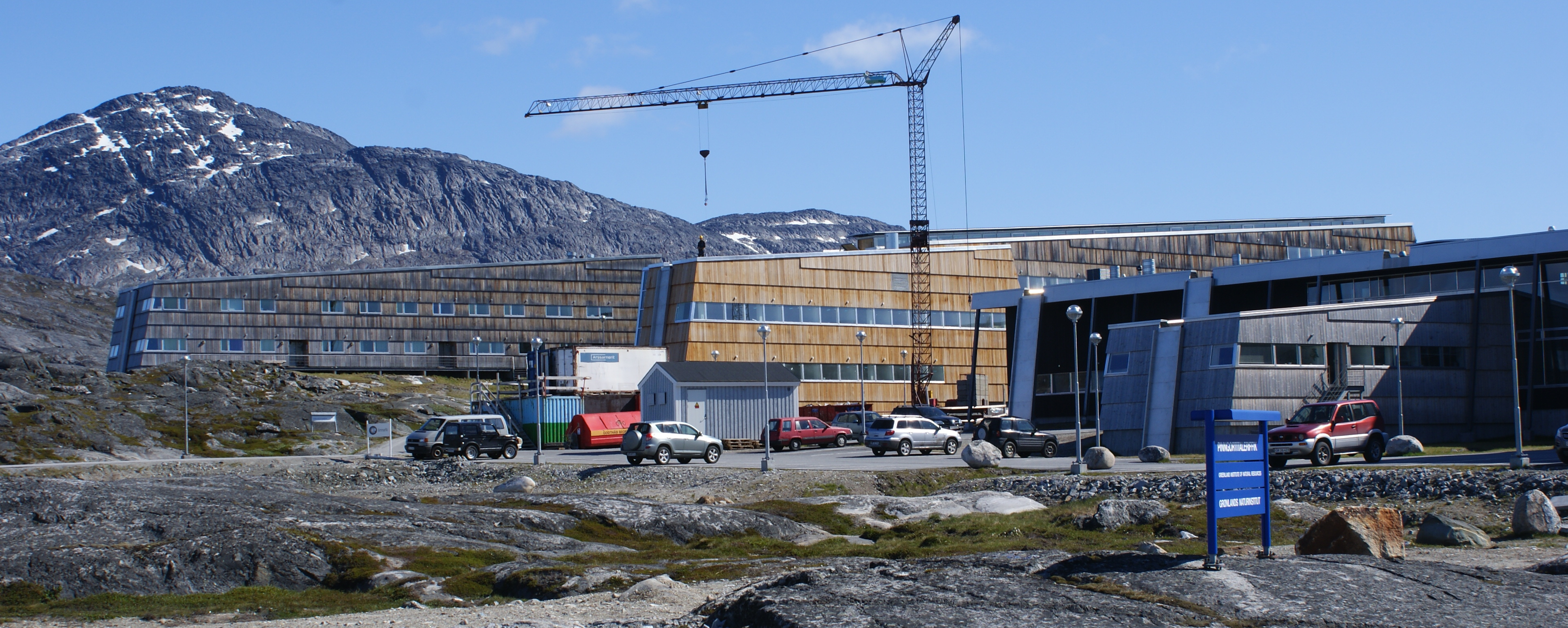
Université du Groenland.

L'université, ainsi que la quasi-totalité des établissements d'enseignement supérieur du Groenland, est située à Nuuk. En 2015, l'université avait un effectif d'environ 650 élèves. Cette concentration pose notamment la question du logement étudiant.
Nuuk compte aussi d'autres établissements d'enseignement comme un collège technique ou encore une école de journalisme.

### Santé
La ville compte un hôpital, l'hôpital de la Reine-Ingrid, qui est le principal du Groenland avec plus de 130 lits.

### Sports

#### Clubs professionnels
| Nom                                  | Sport                                                 | Division | Stade/Salle   | Fondation | Titres (Championnat du Groenland) |
| ------------------------------------ | ----------------------------------------------------- | --- | ------------- | --------- | --------------------------------- |
| B-67                                 | Badminton Football masculin Football féminin Handball | Championnat du Groenland de football Championnat du Groenland de football féminin Championnat du Groenland de handball                                                                                                  | Stade de Nuuk | 1967      | 12                                |
| Nuuk Idraetslag (NÛK, Nuuk IL)       | Football Handball                                     | Championnat du Groenland de football Championnat du Groenland de football féminin Championnat du Groenland de handball                                                                                                  | Stade de Nuuk | 1934      | 20                                |
| Grønlands Seminarius Sportklub (GSS) | Football Handball Volley-ball                         | Championnat du Groenland de football Championnat du Groenland de football féminin Championnat du Groenland de handball Championnat du Groenland de volley-ball masculin Championnat du Groenland de volley-ball féminin | Stade de Nuuk | 1944      | 32                                |

#### Équipements sportifs

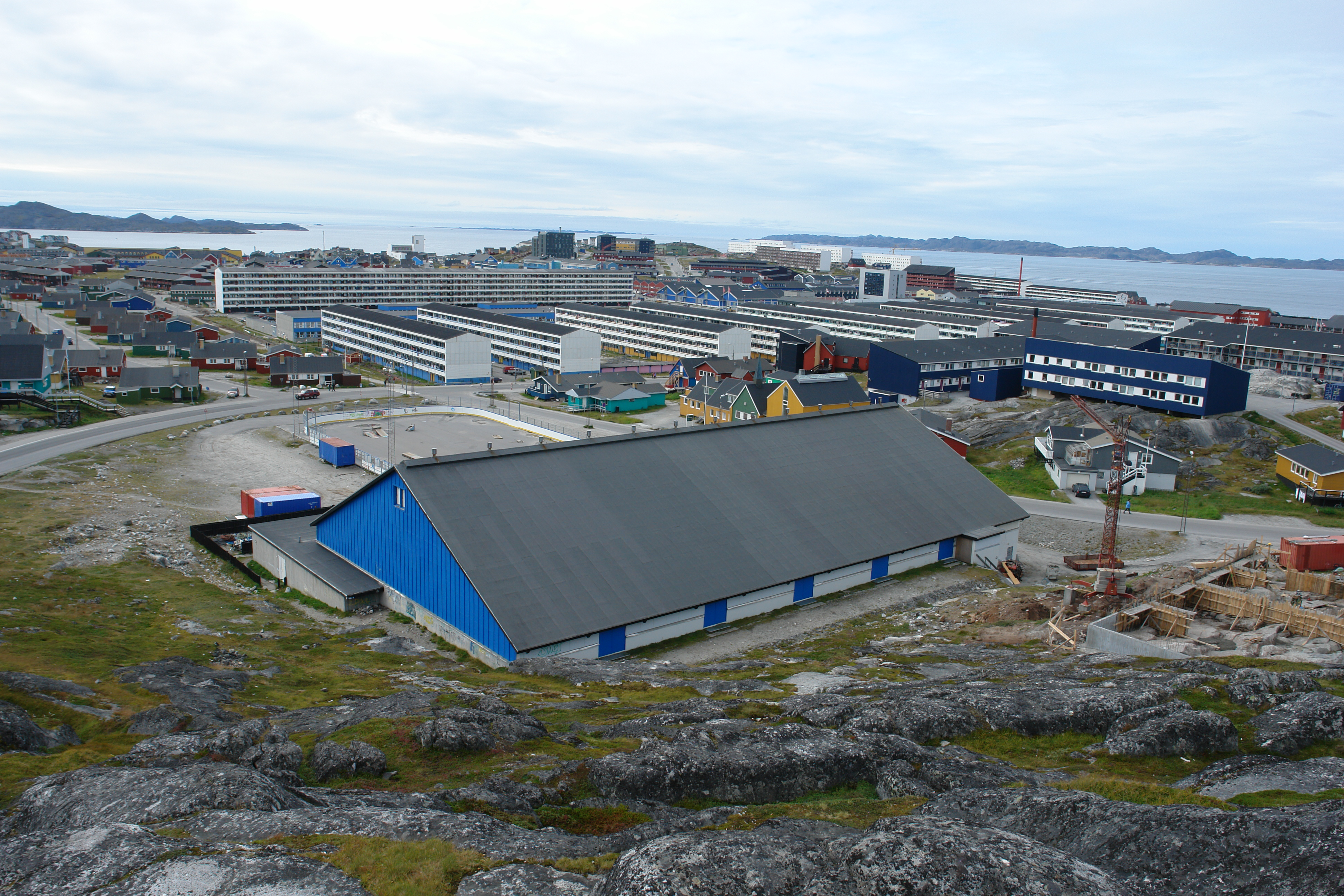
Le Godthåbhallen, salle de handball de Nuuk.

Le stade de Nuuk a une capacité de 2 000 personnes.
Une salle de handball, le Godthåbhallen, peut accueillir quant à elle jusqu'à 1 000 personnes.

### Médias

#### Presse écrite
Aujourd'hui seuls deux journaux sont publiés au Groenland, tous deux étant distribués nationalement.
L'hebdomadaire groenlandophone Sermitsiaq est publié tous les vendredis, tandis que la version en ligne est actualisée plusieurs fois par jour. Il était distribué uniquement à Nuuk jusque dans les années 1980. Son nom vient de la montagne Sermitsiaq, située à environ 15 km au nord-est de Nuuk.
Le bihebdomadaire Atuagagdliutit/Grønlandsposten (AG), l'autre journal du Groenland, est publié tous les mardis et tous les jeudis, en groenlandais sous le nom d'Atuagagdliutit et en danois sous le nom de Grønlandsposten. Les articles sont tous publiés dans les deux langues.

#### Télévisions

##### Locale

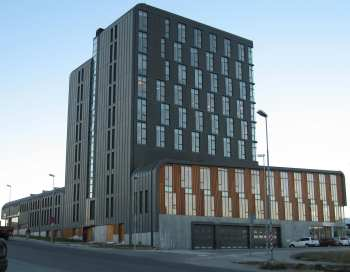
Le Teletårnet à Nuuk.

Nanoq Media, la chaîne de télévision locale de Nuuk, est créée le 1er août 2002. Il s'agit de la plus importante station de télévision locale au Groenland ; elle peut toucher plus de 4 000 ménages de la capitale, soit les trois quarts.

##### Nationale
Le siège de Kalaallit Nunaata Radioa (KNR), l'entreprise de radiotélévision publique du Groenland, est également implanté à Nuuk. Près d'une centaine de personnes sont directement employées par cette entreprise qui compte parmi les plus importantes du territoire.

### Cultes

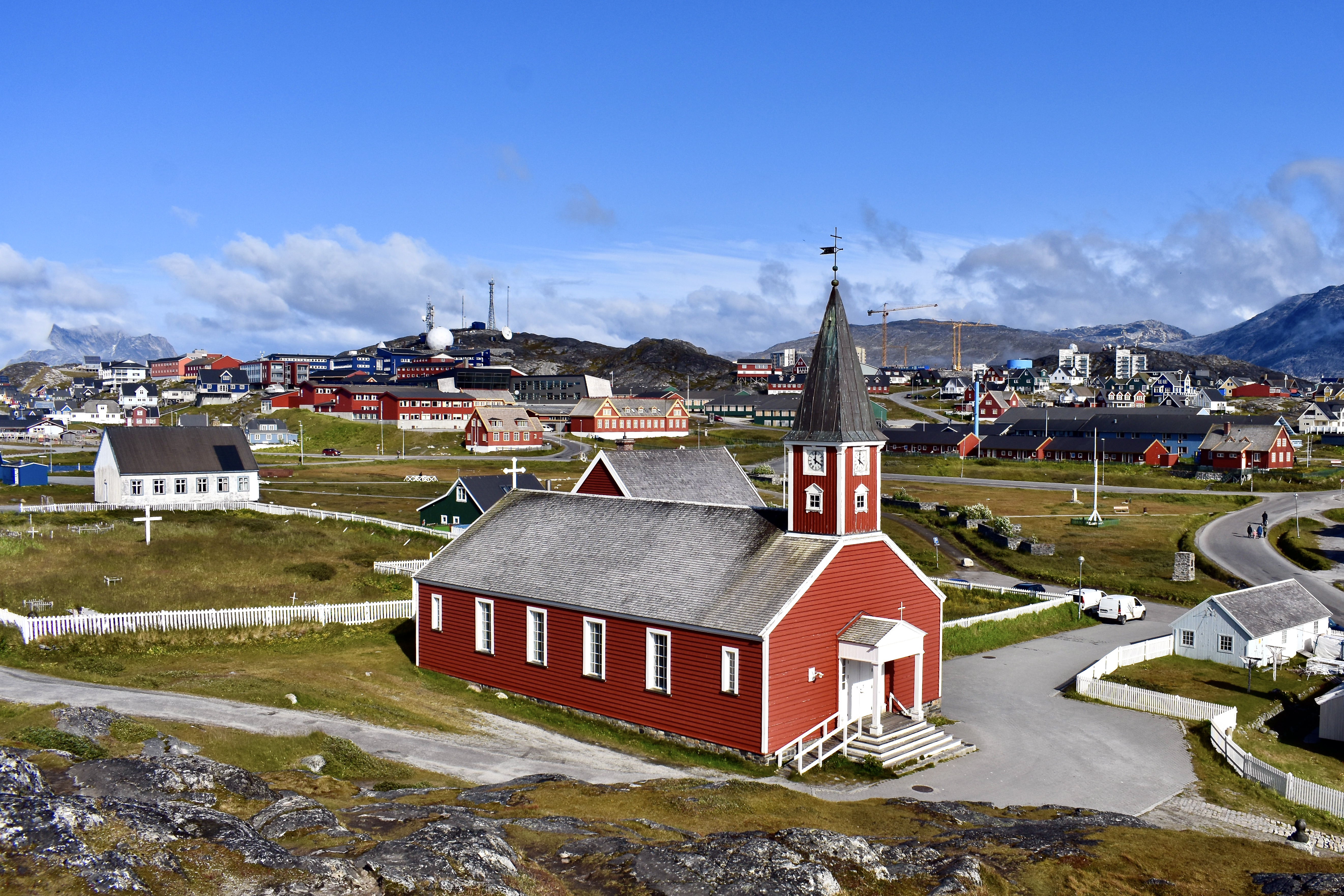
La cathédrale de Nuuk.

La cathédrale de Nuuk est un lieu de culte de l'Église du Danemark de confession évangélique luthérienne, siège du diocèse du Groenland.
La ville possède aussi l'un des seuls lieux de culte catholique du Groenland encore en activité : l'église du Christ-Roi (en).

## Économie

### Entreprises et commerces
À Nuuk, il existe plusieurs commerces et quelques supermarchés. Les prix sont très élevés en raison des coûts d'importation des denrées alimentaires et non alimentaires ; cependant, le gouvernement danois octroie d'énormes subventions afin de les alléger. On y trouve les produits locaux comme le muktuk (lard de baleine), la viande de caribou et de phoque, ainsi que les produits d'importation comme le porc, le bœuf ou le mouton.
Les produits non essentiels qui sont importés sont lourdement taxés. La population préfère en général se rendre au marché quotidien Kalaaliaraq (en) pour acheter à plus bas prix du poisson ou de la viande, découpés sur de simples tables de métal.

### Énergie
Toute l'électricité du territoire est fournie par l'entreprise publique du gouvernement Nukissiorfiit, qui a le monopole de l'électricité au Groenland. Nuuk obtient essentiellement son énergie électrique de la centrale hydroélectrique de Buksefjord.

## Culture locale et patrimoine

### Patrimoine culturel

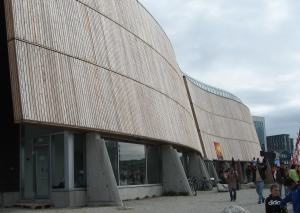
Katuaq, le centre culturel de Nuuk.

Katuaq est le centre culturel de Nuuk. Il regroupe un cinéma, un musée et un restaurant.

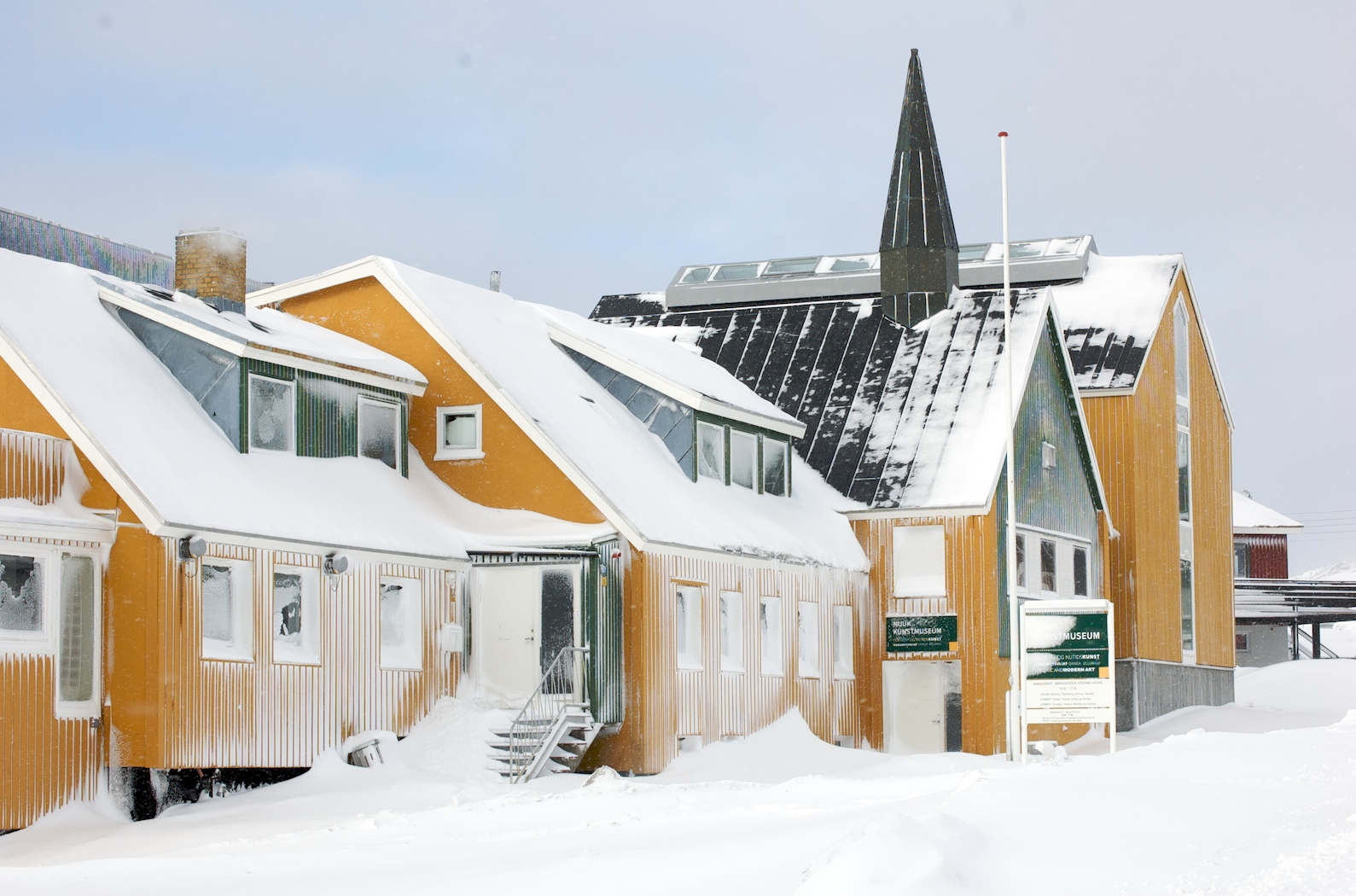
Le musée d'art de Nuuk.

La ville possède un musée d'art qui est très important sur le plan culturel.

### Personnalités liées à Nuuk
- Agnethe Davidsen (en) (1947-2007) : la première femme ministre du Gouvernement du Groenland ;
- Maliina Abelsen (en) (1976-) : ministre des Affaires sociales du Groenland ;
- Jesper Grønkjær (1977-) : footballeur de l'équipe du Danemark de football ;
- Aaja Chemnitz Larsen (1977-) : femme politique née à Nuuk ;
- Nive Nielsen (1979-) : chanteuse ;
- Julie Berthelsen (1979) : chanteuse.

## Dans la fiction
- Une partie du roman Le Dernier Message (2021), de Nicolas Beuglet, se déroule à Nuuk.
- Le roman La Fille sans peau (2020), de Mads Peder Nordbo (da), se déroule à Nuuk.
- Le roman Qaanaaq (2018), de Mo Malø, se déroule à Nuuk.